# 孟宝铁路
孟宝铁路又称孟平铁路，旧称漯宝铁路。孟宝铁路是从河南省漯河市郾城区境内的京广铁路孟庙站到平顶山市宝丰县境内焦柳铁路宝丰站的铁路，同时孟宝铁路正线有与京广铁路并行进入漯河站的复线联络线，全线复线改造已竣工。全线除宝丰站（属郑州铁路局）外属武汉铁路局管辖，是重要的区域干线铁路，同时也是平顶山煤炭外运的大通道。设计时速为120公里，属于国铁一级电气化铁路。

## 历史
孟宝铁路建于1956年，1957年建成孟庙站至平顶山矿区的运煤专用铁路漯平铁路。隶属于煤炭工业部平顶山矿务局（今平煤神马集团前身）。全长76公里。

1966年，考虑三线建设，中华人民共和国煤炭工业部决定延长老漯平铁路至宝丰县并于焦柳铁路相连接，受到文化大革命影响进度缓慢，1971年完工。1983年移交铁道部，除宝丰站因位于焦柳铁路归属南阳分局以外，其余归属郑州铁路局郑州铁路分局管辖。

1987年，原郑州分局管理的孟宝铁路区段移交武汉铁路分局管辖。2005年原武汉、襄阳铁路分局组建武汉铁路局，孟宝铁路以宝丰站东，自出宝丰站2站台3道的6号道岔，均归属武汉铁路局管辖。2014年为配合孟宝铁路复线工程，修建宝丰站外绕疏解线和宝丰站货场的需要，中国铁路总公司决定在宝丰站东侧设置平顶山西线路所，同时将107-104公里（以漯河站计算，孟庙站计算为99-95公里）从武汉局改为郑州局管辖，局界东移。

## 电气化复线改造
孟宝铁路设计之初仅仅是作为一条通过京广和焦柳向外运输能源的区域支线铁路，主要功能用于平煤外运。随着社会经济的发展，陇海铁路郑洛段日益饱和，孟宝铁路也开始承担分流的作用。但是，过低的设计与施工标准导致线路运力严重不足，无法满足运输需要。

2008年开始武汉铁路局决定对孟宝铁路进行复线电气化施工。后因资金问题及刘志军问题一度搁浅。2011年年底重新复工，2013年五月全线电气化，并关闭仲李、姜庄、丁营、前聂四站。2014年12月开始进行复线施工作业，由铁道部、武汉铁路局和平煤神马集团联合出资。在前聂附近因发现大型煤田，决定平顶山东至裴城（原姜庄）区间向南改线，并采取高架桥代路基方式两次跨越沙河。原计划2015年年底完工，因平顶山市区拆迁问题，以及资金不足问题导致工程进度严重被拖延。
截至2017年11月30日，孟宝铁路复线工程，除平顶山站改造工程以外，全线通车，2018年7月平顶山站改造完成。

孟宝铁路改造完成后，全线客车平均运行速度由60公里/每小时提升至115公里/小时，最高运行速度为120公里/小时，货车运行时速由35公里/小时提升至70公里/小时。且宝丰疏解线的建成，免去了柳州—孟庙方向列车换向对于时间的消耗，有效地提升列车运行效率 。

## 重大事故
1994年1月15日，襄樊开往北京的250次旅客列车(襄樊客运段担当)，运行至漯宝线余官营车站时，与在站内停留的3173次货车发生正面冲突，造成路内外职工和旅客7人死亡，12人受伤。其中襄樊客运段职工1人死亡，11人受伤。内燃机车报废1台，蒸汽机车大破1台。客车报废辆，小破1辆。货车报废1辆，大破2辆，中破2辆、小破1辆，中断正线行车3小时9分。